# Chris Cunningham
Chris Cunningham (Reading, Berkshire megye, 1970. október 15. –) brit klip-, reklám- és filmrendező.
Korábban festészettel, szobrászattal foglalkozott, majd később a filmrendezésben találta meg igazi kifejezőerejét. Filmjei igen gyakran anatómiai vonatkozásúak, nemritkán a legextrémebb végletekig torzítva vagy teljesen ellentmondva annak, ráadásul ennek bemutatására nem csak emberi, de (saját készítésű) kiborg és robot modelleket is szerepeltet. Egyéni stílusával új színt vitt a sci-fi és a horror fogalmába, de vizuális védjegyei jól felismerhetőek „szelídebb” műveiben is. 2004-ben a Warp Filmshez szerződött.

## Művei

### Klipek
- Autechre – Second Bad Vilbel (1995, új verzió 2002)
- Auteurs – Back with the Killer Again (1995)
- Auteurs – Light Aircraft on Fire (1996)
- Placebo – 36 Degrees (1996)
- Aphex Twin – Come to Daddy (1997)
- Jesus Jones – The Next Big Thing (1997)
- Portishead – Only You (1998)
- Madonna – Frozen (1998)
- Leftfield featuring Afrika Bambaataa – Afrika Shox (1998)
- Squarepusher – Come on My Selector (1998)
- Aphex Twin – Windowlicker (1999)
- Björk – All is Full of Love (1999)
- The Horrors - Sheena is a Parasite (2006)

### Kisfilmek
- Flex (2000) (zene: Aphex Twin)
- Monkey Drummer (2001) (zene: Aphex Twin – Mt Saint Michel + Saint Michaels Mount)
- Rubber Johnny (2005) (zene: Aphex Twin – afx237 v7)

### Reklámok
- Mental Wealth – Sony PlayStation-reklám (1999)
- Photocopier – nem bemutatott Levis-reklám
- Engine – Nissan-reklám. Zene: Boards of Canada
- Flora by Gucci - parfümreklám (2009)

Tervei:
- William Gibson cyberpunk kultuszkönyvéből, a Neurománcból szándékozik (?) filmet készíteni.
- Spectral Musicians kisfilm vagy klip (zene: Squarepusher)